# Ranchettes
Ranchettes és una concentració de població designada pel cens dels Estats Units a l'estat de Wyoming. Segons el cens del 2000 tenia 4.869 habitants.

## Demografia
Segons el cens del 2000, Ranchettes tenia 4.869 habitants, 1.764 habitatges, i 1.488 famílies. La densitat de població era de 36,6 habitants/km².
Dels 1.764 habitatges en un 34,5% hi vivien nens de menys de 18 anys, en un 75,7% hi vivien parelles casades, en un 5,3% dones solteres, i en un 15,6% no eren unitats familiars. En el 12,1% dels habitatges hi vivien persones soles el 3,7% de les quals corresponia a persones de 65 anys o més que vivien soles. El nombre mitjà de persones vivint en cada habitatge era de 2,76 i el nombre mitjà de persones que vivien en cada família era de 2,98.
Per edats la població es repartia de la següent manera: un 25,3% tenia menys de 18 anys, un 6,6% entre 18 i 24, un 23,5% entre 25 i 44, un 35,9% de 45 a 60 i un 8,7% 65 anys o més.
L'edat mediana era de 42 anys. Per cada 100 dones de 18 o més anys hi havia 97,2 homes.
La renda mediana per habitatge era de 72.758 $ i la renda mediana per família de 74.901 $. Els homes tenien una renda mediana de 48.534 $ mentre que les dones 32.963 $. La renda per capita de la població era de 27.134 $. Entorn del 3,7% de les famílies i el 4,7% de la població estaven per davall del llindar de pobresa.

## Poblacions més properes
El següent diagrama mostra les poblacions més properes.